# Liste de personnalités liées au Limousin
Cette liste non exhaustive regroupe, par domaine d'activité et par ordre alphabétique, les articles biographiques de Wikipédia concernant des personnalités nées ou décédées ou ayant vécu ou ayant eu des activités en Limousin.

## Armée

### Mercenaire
- Rodrigue de Villandrando (vers 1378-1448), chef de bande de mercenaires espagnol du Moyen Âge qui rançonna Meymac, Treignac et Tulle.

### Militaires
- Guillaume Brune (1723-1815), maréchal d'Empire français, né à Brive-la-Gaillarde ;
- Annet-Antoine Couloumy (1770-1813), général français, né à Saint-Pantaléon-de-Larche ;
- Jean-Baptiste Dalesme (1763-1832), général français de la Révolution et de l’Empire, né à Limoges ;
- Aymard de Foucauld (1824-1863), officier de cavalerie de l'armée française, né à Allassac ;
- Joseph Jules de Foucauld (1782-1821), militaire et député français, né à Lubersac ;
- Mathieu Joseph d'Arbonneau (1750-1813), général des armées de la République, né à Limoges et mort à Abjat sur la commune de Janailhac ;
- Antoine Guillaume Delmas (1768-1813), général français de la Révolution et de l’Empire, né à Argentat ;
- Nicolas Ernault des Bruslys (1757-1809), général français de la Révolution et de l’Empire, né à Brive ;
- Joseph Arthur Dufaure du Bessol (1828-1908), général français, né à Beaulieu-sur-Dordogne et mort à Limoges ;
- Charles Dumoulin (1768-1847), général français de la Révolution et de l’Empire, né à Limoges ;
- Hector d'Ussel (1785-1811) officier français de l'époque napoléonienne, né à Brive ;
- Adolphe Marbot (1781-1844), militaire français, né à Altillac ;
- Jean-Antoine Marbot (1754-1800), général et homme politique français, né à Altillac ;
- Marcellin Marbot (1782-1854), militaire français, né à Altillac ;
- Jean-Baptiste Martial Materre (1772-1843), général des armées de la République et de l'Empire, né à Limoges et mort à Eyburie ;
- Joseph Souham, (1760-1837), général d'Empire français qui contribua à organiser la Révolution française dans la ville de Lubersac, né à Lubersac ;
- Charles-Antoine Thoumas général né le 10 Juillet 1820 à Laurière auteur ouvrages militaires
- Baptiste Tramond (1834-1889), général français, né à Corrèze ;
- Pierre Jean Treich des Farges (1754-1821), général français des armées de la République, né et mort à Meymac.

### Résistants
- Martial Brigouleix (1903-1943), militant socialiste français puis résistant, responsable corrézien de l’Armée Secrète, né à Ambrugeat ;
- Raymond Faro (1909-1944), résistant français, responsable corrézien de l’Armée Secrète, mort à Tulle ;
- Adrien Faure (1905-1981), résistant français déporté de la Seconde Guerre mondiale, né à Ussel et mort à Brive ;
- Marius Guédin (1908-1993), militaire puis résistant, responsable du maquis de l'Armée secrète en Corrèze ;
- Roger Lescure (1912-2009), résistant des Forces françaises de l'intérieur, Compagnon de la Libération, né à Albussac ;
- Thérèse Menot (1923-), résistante déportée et rescapée de Ravensbrück, née à Cosnac ;
- Albert Mercier (1892-1976), résistant, chef de centre du maquis Agat de Neuvic, puis professeur, né à Sarran ;
- Georges Monéger (alias "Jo") (1920-1944), résistant français, membre de l'Armée secrète de Haute-Corrèze, à la tête de l'Armée secrète de Neuvic ;
- Georges Guingouin (1913-2005), résistant et militant communiste français, né à Magnac-Laval ;
- Eugène Pinte (1902-1951), officier de l'armée française engagé dans la résistance dans le maquis Limousin, mort à Aixe-sur-Vienne ;
- Marcel Pinte (1938-1944), fils d'Eugène Pinte, plus jeune résistant connu de l'Histoire, « mort pour la France » à Aixe-sur-Vienne ;
- Georges Dumas (1895-1944), résistant français, né à Limoges.

## Arts

### BD, illustration
- Christian Binet (1947-), dessinateur, célèbre pour sa série Les Bidochon, né à Tulle ;
- Jean-Alexis Rouchon (1801-1878), affichiste, imprimeur et inventeur pionnier, né à Bort-les-Orgues.

### Cinéma

#### Réalisateurs
- Éric Rohmer (1920-2010), réalisateur français, considéré comme l'une des figures majeures de la Nouvelle Vague, né à Tulle.

#### Scénaristes
- Florence Quentin (1946-), scénariste, réalisatrice et productrice française, née à Bort-les-Orgues.

#### Acteurs-comédiens
- Max Amyl (1921-1982), acteur français, mort à Limoges.
- Paul Cambo (1908-1978), comédien, né à Bort-les-Orgues ;
- Mario David (1927-1996), acteur français, scolarisé à Saint-Léonard-de-Noblat, inhumé à Limoges;
- Nicolas Maury (1980-), acteur français, né à Saint-Yrieix-la-Perche ;
- Pierre Tornade (1930-2012), de son vrai nom Pierre Tournadre, comédien français, né à Bort-les-Orgues ;
- Jack Ary (1919-1974), comédien français né à Saint-Sulpice-Laurière et inhumé à Saint-Sulpice-Laurière.

### Lithographie
- Charles Philibert de Lasteyrie (1759-1849), lithographe, imprimeur, agronome et philanthrope français, né à Brive-la-Gaillarde.

### Littérature
- Marcellin Caze (1811-1888), poète, précurseur du félibrige, né à Argentat-sur-Dordogne ;
- Colette, née Sidonie-Gabrielle Colette (1873-1954), femme de lettres française, mime, comédienne, actrice, et journaliste, a vécu au château de Castel Novel sur la commune de Varetz avec son mari Henri de Jouvenel, ainsi qu’à Curemonte ;
- Colette de Jouvenel, fille de Colette et de Henry de Jouvenel (1913-1981), journaliste, résistante et féministe française, a vécu au château de Castel Novel sur la commune de Varetz ;
- Renaud de Jouvenel (1907-1982), écrivain, éditeur et polémiste français, a vécu au château de Castel Novel sur la commune de Varetz ;
- Fabrice Garcia-Carpintero (1980-), écrivain, éditeur et réalisateur français, a passé sa jeunesse à Aureil et à Feytiat et vit actuellement à Limoges ;
- Eustorg de Beaulieu (ca.1450-1552), poète, compositeur et pasteur, né à Beaulieu-sur-Ménoire, ancien nom de Beaulieu-sur-Dordogne ;
- Laurent Bourdelas (1962-), écrivain, poète, éditeur, historien, chroniqueur radiophonique et photographe français, né à Limoges ;
- Charles-Marie de Feletz (1767-1850), homme d'Église, écrivain, académicien, journaliste, et critique littéraire français, né à Saint-Pantaléon-de-Larche, au village de Gumont ;
- Marcelle Delpastre (1925-1998), poète limousine de langue occitane et française, née et morte à Chamberet ;
- Marguerite Genès (1868-1955), femme de lettres française, félibresse, morte à Brive-la-Gaillarde ;
- Edmond Gondinet né le 7 Mars 1828 à Laurière (Haute-Vienne) auteur dramatique ,
- Octave Lacroix (1827-1901), poète et journaliste français, né à Égletons ;
- Jean-François Marmontel (1723-1799), encyclopédiste français, historien, conteur, romancier, dramaturge, philosophe, grammairien et poète, proche de Voltaire et ennemi de Rousseau, né à Bort-les-Orgues ;
- Jean-Louis Rieupeyrout (1923-1992), écrivain français spécialiste de l'Ouest américain, né à Eygurande ;
- Claude Michelet (1938-2022), écrivain français, membre de la Nouvelle école de Brive, né et mort à Brive-la-Gaillarde.
- Robert Margerit
- Georges-Emmanuel Clancier

### Musique

#### Chanteurs
- Sébastien Gourseyrol, chanteur du groupe Trois Cafés gourmands, originaire d’Arnac-Pompadour.
- Mylène Madrias, chanteur du groupe Trois Cafés gourmands, originaire d’Arnac-Pompadour.
- Lina Margy (1909-1973), de son vrai nom Marguerite Verdier, chanteuse française du Petit Vin Blanc, née à Bort-les-Orgues.
- Jérémy Pauly, chanteur du groupe Trois Cafés gourmands, originaire d’Arnac-Pompadour.
- Baptiste Ventadour (1999-), chanteur français, originaire d'Ussel.

#### Compositeurs
- Mireille Hartuch (1906-1996), chanteuse et actrice, a vécu à Argentat avec son mari Emmanuel Berl ;
- Gaby Wagenheim (1918-), compositeur, arrangeur et chef d'orchestre, né à Limoges ;

#### Instrumentistes
- Marcel Lagorce (1932-), trompettiste français, né à Ussel ;
- Blanche Selva (1884-1942), pianiste, pédagogue et compositrice française, née à Brive-la-Gaillarde ;
- Jean Ségurel (1908-1978), accordéoniste, compositeur et chef d'orchestre français, né et mort à Chaumeil ;

#### Parolier
- Antoine Queyriaux, (1844-1918), auteur dramatique et parolier français, né à Ussel ;

#### Troubadours
- Bernard de Ventadour (ca. 1125-ca. 1200), moine et troubadour français, né à Moustier-Ventadour
- Gui d'Ussel (vers 1170-avant 1225), chevalier français et un des quatre troubadours d'Ussel ;

### Peinture
- Charles-Théodore Bichet (1863-1929), peintre et aquarelliste français, mort à Limoges ;
- Philippe-Auguste Jeanron (1808-1877), peintre, dessinateur, lithographe et essayiste français, mort à Orgnac-sur-Vézère ;
- Alméry Lobel-Riche (1880-1950), peintre et graveur français, vivait régulièrement à Meymac et y est enterré ;
- Claude Morini (1939-1982), artiste peintre français, né à Limoges ;
- René Perrot (1912-1979), peintre animalier, avait un atelier et est inhumé à Merlines ;
- Daniel Schintone (1927-2015), peintre français, né à Bort-les-Orgues ;
- Bernard Thomas-Roudeix (1942-), peintre, sculpteur, céramiste et graveur français, a passé une partie de sa jeunesse à Ussel.
- Jean-Joseph Sanfourche (1929-2010), peintre et sculpteur.
- Maurice Ménardeau (1897-1977), peintre.
- Charlotte Roimarmier (1878-1959), peintre impressionniste.

### Sculpture
- Germain Bouchon-Brandely (1847-1893), sculpteur français né à Bort-les-Orgues ;
- Victor Feltrin (1909-1993), sculpteur français ayant résidé à Beynat ;
- Georges Saupique (1889-1961), sculpteur français qui a réalisé le monument aux morts de Meymac.
- François Vigorie (1953-2016), sculpteur français qui avait installé son atelier à Saint-Robert.

### Théâtre
- François Hédelin (1604-1676), prêtre français connu en littérature sous le nom d'abbé d'Aubignac, dramaturge et théoricien français du théâtre, pourvu de l'abbaye de Meymac.

## Droit, justice, administration

### Affaires judiciaires
- Marie Lafarge (1816-1852), personnalité française soupçonnée, puis reconnue coupable par la justice de Tulle d'avoir empoisonné à l’arsenic son époux Charles Lafarge à la chartreuse du Glandier sur la commune de Beyssac. Elle est condamnée aux travaux forcés à perpétuité.

### Avocats
- Thomas Hollande, fils du président François Hollande, s'est marié à Meyssac avec la journaliste et animatrice française de télévision Émilie Broussouloux, elle-même originaire de Brive.

### Juristes
- Jean-Baptiste Sirey (1762-1845, jurisconsulte français, mort à Limoges, a reçu le Château de Comborn d’Orgnac-sur-Vézère (Corrèze) en dot à son mariage.

### Hauts fonctionnaires
- Charles Eugène Lébraly (1809-1871), magistrat, haut fonctionnaire, homme politique et poète français, né à Courteix et mort à Ussel ;
- Annie Lhéritier (1952-), haute fonctionnaire française, préfète hors cadre et chargée de mission puis chef de cabinet du président Jacques Chirac, née à Corrèze.

### Préfets
- Fabienne Buccio (1959-), personnalité française, actuelle préfète de la Gironde et de la région Nouvelle-Aquitaine et ancienne directrice de cabinet du préfet de la Corrèze ;
- Bertrand Landrieu (1945-2019), personnalité française, ancien sous-préfet d'Ussel ;
- Paul Girot de Langlade (1946-), personnalité française, commissaire-adjoint de la République de l'arrondissement d’Ussel et ancien préfet de la Corrèze ;
- Paul Masseron (1950-), personnalité française, ancien préfet de la Corrèze ;
- Olivier Maurel (1965-), écrivain français et ancien sous-préfet d'Ussel ;
- Salima Saa (1971-), personnalité française d'origine algérienne, préfète de la Corrèze depuis juillet 2020 ;
- Jean-François Savy (1951-), personnalité française, ancien sous-préfet d'Ussel.

## Économie

### Économistes
- Jean Baptiste Cabanis (1725-1786), physiocrate et agronome français, né à Yssandon et mort à Brive.

### Financiers
- Charles de Lasteyrie (1877-1936), banquier, historien et homme politique français, député de la Corrèze et ministre des finances.

### Patronat
- François Ceyrac (1912-2010), chef d'entreprise français, administrateur de sociétés et président du CNPF, né à Meyssac ;

## Histoire, géographie

### Explorateurs
- Marcel Treich-Laplène (1860-1890), explorateur français et premier administrateur colonial de la Côte d'Ivoire, né à Ussel ;

### Historiens
- Eusèbe Bombal (1827-1915), historien français d'Argentat, ethnologue, archéologue local, précurseur du folklore limousin, né à Argentat ;
- Yvon Bourdet (1920-2005), historien français, résistant, sociologue, militant et théoricien du marxisme autogestionnaire, né à Albussac ;
- Robert de Lasteyrie (1849-1921), historien, archiviste et homme politique français, né à Allassac.

## Médecine

### Chercheurs en médecine
- Jean-Marie Bourre (1945-), médecin, chimiste et chercheur français en neurosciences français, originaire d'Égletons ;

### Médecins
- Pierre-Jean-Georges Cabanis (1757-1808), médecin, physiologiste et philosophe français, né à Cosnac ;
- Jean Cruveilhier (1791-1874), médecin, chirurgien, anatomiste et pathologiste français, né à Limoges ;
- Guillaume Dupuytren (1777-1835), médecin, chirurgien, pathologiste, anatomiste et Professeur d'université ;

### Pharmaciens
- Ivan Ricordel (1943-), pharmaco-toxicologue, expert judiciaire dans l'affaire du Mediator, conseiller municipal de Meyssac.

## Médias

### Journalistes
- Christian Audouin (1947-), journaliste, directeur du quotidien Limousin L’Écho, homme politique français, candidat aux législatives en Corrèze ;
- Emmanuel Berl (1892-1976), journaliste, historien et essayiste français, ayant séjourné durant la Seconde Guerre mondiale à Argentat ;
- Émilie Broussouloux (1991-), journaliste et animatrice française de télévision, originaire de Brive-la-Gaillarde par sa famille paternelle ;
- Raoul Charbonnel (1872-1946), journaliste, dramaturge et librettiste français, né à Bort-les-Orgues ;
- Georges Mamy (1921-1997), journaliste et écrivain français, né à Allassac.
- Lionel Chamoulaud (1959-), journaliste sportif français, né à Limoges.

### Animateurs
- Patrick Sébastien (1953-), imitateur, humoriste, acteur, réalisateur, chanteur, auteur-compositeur, écrivain, producteur-animateur d'émissions de divertissement de télévision française et ex-dirigeant de club de rugby, né à Brive-la-Gaillarde ;

### Présidents de télévisions
- Jean Cazeneuve (1915-2005), sociologue et président de télévisions (ORTF, TF1) français, né à Ussel ;
- Pascal Sevran (1945-2008), parolier et animateur français de télévision, possédait une propriété familiale à Morterolles-sur-Semme, mort à Limoges, enterré à Saint-Pardoux.

## Miss en Limousin
- Sophie Vouzelaud (1987-), reine de beauté, mannequin et actrice française, Première Dauphine de Miss France 2007, née à Saint-Junien ;

## Philosophie
- Marcel Conche (1922-2022), philosophe français et professeur émérite de philosophie à La Sorbonne, né à Altillac.

## Politique

### Chefs d’État ou de gouvernement
- Sadi Carnot (1837-1894), homme politique français, président de la République française, né à Limoges ;
- Jacques Chirac (1932-2019), homme politique français, député de la Corrèze, premier ministre et président de la République française ; possède un château à Sarran ;
- Léon Faucher (1803-1854), journaliste, économiste, ministre des travaux publics, ministre de l'Intérieur, chef du gouvernement français, né à Limoges ;
- François Hollande (1954-), homme politique français, conseiller municipal d’Ussel, maire de Tulle, député de la Corrèze et président de la République française ;
- Henri Queuille (1884-1970), homme politique français, président du Conseil sous la présidence de Vincent Auriol, né à Neuvic.

### Membres de gouvernements
- Raymond-Max Aubert (1947-), homme politique français, député maire de Tulle, secrétaire d’État au Développement rural ;
- André Chandernagor (1921-), homme politique français, député de la Creuse, président du conseil régional du Limousin, président du conseil général de la Creuse, ministre délégué aux Affaires européennes puis premier président de la Cour des comptes ;
- Jean Charbonnel (1927-2014), homme politique français, député de la Corrèze, secrétaire d'État aux Affaires étrangères puis ministre du Développement industriel et scientifique ;
- Édouard Delpeuch (1860-1930), professeur et homme politique français, secrétaire d'État au Commerce à l'Industrie et aux Postes et Télégraphe, né à Bort-les-Orgues ;
- Jean-Baptiste Djebbari (1982-), homme politique français, député de la Haute-Vienne puis secrétaire d'État chargé des Transports ;
- Jean-Alexis Jaubert (1879-1961), homme politique français sous-secrétaire d'État à trois reprises, né et mort à Larche ;
- Roland Dumas (1922-), homme politique français, député de la Haute-Vienne puis de la Corrèze, Ministre des Affaires étrangères, Président du Conseil constitutionnel, né à Limoges ;
- Edmond Michelet (1899-1970), homme politique et député de la Corrèze, Garde des Sceaux puis Ministre d'État, mort à Brive-la-Gaillarde ;
- Marie-Anne Montchamp (1957-), homme politique français, secrétaire d'État chargée des personnes handicapées puis secrétaire d'État chargée des Solidarités et de la Cohésion sociale, née à Tulle ;
- Charles Spinasse (1893-1979), homme politique français, maire d'Égletons, député de la Corrèze, ministre de l'Économie nationale du Front populaire, né à Égletons et mort à Rosiers-d'Égletons ;
- René Teulade (1931-2014), homme politique français, sénateur maire d'Argentat et ministre des Affaires sociales et de l'Intégration, né à Monceaux-sur-Dordogne ;
- Jean-Baptiste Treilhard (1742-1810), juriste et homme politique français, ministre d'État, né à Brive.

### Maires
- Maires d'Aubazines :
  - Jean-Baptiste Laumond (1865-1957), homme politique français, maire d'Aubazines, député français puis viguier d'Andorre, né à Albignac et mort à Aubazine ;

- Maires d'Argentat :
  - Auguste Lestourgie (1833-1885), homme politique français, maire d'Argentat et député de la Corrèze, né et mort à Argentat ;
- Maires de Beyssac :
  - Lucien Renaudie (1939-), homme politique français, maire de Beyssac et député de la Corrèze, né à Beyssac ;

- Maires de Bort-les-Orgues :
  - Jean-Pierre Dupont (1933-), homme politique français, maire de Bort-les-Orgues, député français ;

- Maires de Brive-la-Gaillarde :
  - Bernard Murat (1946-2018), homme politique français, député puis sénateur et maire de Brive, né à Brive-la-Gaillarde ;
  - Philippe Nauche (1957-), homme politique français, député maire de Brive, né à Brive-la-Gaillarde ;
  - Frédéric Soulier (1965-), homme politique français, député puis maire de Brive, né à Brive-la-Gaillarde ;

- Maires de Collonges-la-Rouge :
  - Charles Ceyrac (1919-1998), homme politique français, maire de Collonges-la-Rouge, député français, né à Meyssac ;

- Maires d'Égletons
  - Bernadette Bourzai (1945-), femme politique française, maire d'Égletons et députée européenne française, née à Lapleau ;
  - Charles Spinasse (1893-1979), homme politique français, maire d'Égletons, député de la Corrèze, ministre de l'Économie nationale du Front populaire, né à Égletons et mort à Rosiers-d'Égletons ;
- Maires de Lapleau
  - Hippolyte Rouby (1860-1920), médecin, homme politique français, député de la Corrèze, sénateur, né à Lapleau ;
  - Élie Rouby (1894-1970), résistant français, président du conseil général de la Corrèze, né à Lapleau ;

- Maires de Larche
  - Jean-Alexis Jaubert (1879-1961), homme politique français, né et mort à Larche ;

- Maires de Malemort-sur-Corrèze
  - Frédérique Meunier (1960-), femme politique française, députée de la Corrèze, maire de Malemort ;

- Maires de Meymac :
  - Marcel Audy (1912-1968), homme politique français, maire de Meymac, sénateur de la Corrèze, né à Ussel et mort à Meymac ;
  - Arthur Delmas (1853-1929), pharmacien et homme politique, député-maire de Meymac, né à Ambrugeat et mort à Saint-Angel ;
  - Georges Pérol (1925-), homme politique et haut fonctionnaire français, maire de Meymac, conseiller général et président de l’OPAC ;
- Maires de Palisse :
  - Albert Ouzoulias (1915-1995), homme politique français, maire de Palisse, conseiller de Paris et résistant français ;

- Maires de Saint-Dézery
- Eugène Lébraly (1866-1924), avocat et homme politique français ;

- Maires de Tulle :
  - Raymond-Max Aubert (1947-), homme politique français, député maire de Tulle ;
  - Jean Combasteil (1936-), conseiller d'éducation et homme politique français, député maire de Tulle, né à Rosiers-d'Egletons ;
  - Bernard Combes (1960-), homme politique français, maire de Tulle, conseiller présidentiel de François Hollande, résident du canton de La Roche-Canillac dans sa jeunesse ;
  - Jean Montalat (1912-1971), homme politique français, maire de Tulle, député français, né à Tulle et mort à Limoges ;

- Maires d’Ussel :
  - François Var (1888-1972), homme politique français, maire d'Ussel et député de la Corrèze, né et mort à Ussel ;
  - Louis Laumond (1829-1895), homme politique français, député et maire d’Ussel, né à Ussel et mort à Limoges ;
  - Henri Belcour (1926-2003), homme politique français, sénateur maire d’Ussel, né et mort à Ussel ;
  - Christophe Arfeuillère (1968-), homme politique français, maire d'Ussel, né à Ussel.

### Monarques, souverains
- Guillaume II Roger (frère du pape Clément VI, 1290-1380), seigneur français du Moyen Âge, né à Rosiers-d'Égletons
- Jean d'Albret (1469-1516), noble limousin, Comte de Périgord, Vicomte de Limoges et Roi de Navarre, né à Ségur-le-Château ;
- Raimond de Turenne (Raymond-Louis Roger de Beaufort, 1352-1413), vicomte français de Turenne.

### Parlementaires
- Jean-Pierre Audy (1952-), homme politique français, député européen, né à Tulle ;
- Alain Ballay (1954-), homme politique français, député de la Corrèze, conseiller municipal d'Aix (2014-2020) ;
- Jean-Pierre Bechter (1944-), homme politique français, député de la Corrèze, né à Ussel ;
- Aubin Bigorie du Chambon (1757-1793), député français girondin à la Convention, né à Lubersac et assassiné dans la même ville ;
- René Caillier (1879-1946), homme politique français, sénateur de la Gironde, né à Argentat ;
- Jean-Claude Cassaing (1942-2003), homme politique français, député de la Corrèze ;
- Jacques Chaminade (1926-2009), homme politique français, député de la Corrèze, né et mort à Brive-la-Gaillarde ;
- Arnaud Combret de Marcillac (1751-1829), homme politique français, député de la Corrèze, né à Marcillac-la-Croisille ;
- Sophie Dessus (1955-2016), femme politique française, maire d'Uzerche et député de la Corrèze, originaire de Haute-Vienne, morte à Limoges ;
- François Aussoleil (1861-1928), enseignant et homme politique français, député de la Corrèze et un des fondateurs du Parti communiste français en Corrèze, né et mort à Marcillac-la-Croisille ;
- Marc Doussaud (1871-1944), ingénieur agronome et homme politique français, député de la Corrèze, né à Lubersac ;
- André Dulery de Peyramont (1804-1880), magistrat, homme politique français monarchiste, député, sénateur, conseiller général et Président du Conseil Général de la Haute-Vienne, né à Sauviat-sur-Vige ;
- Jean Filliol (1906-1981), homme politique français, député de la Corrèze, né à Argentat et mort à Tulle ;
- Claude Gatignol (1938-), homme politique français, député de la Manche, né à Saint-Julien-près-Bort ;
- Charles Gauguier (1793-1868), militaire, puis maître de forges et homme politique français, mort à l'hôpital de la Celette à Monestier-Merlines ;
- Christophe Jerretie (1979-), homme politique français, ancien responsable à la mairie d'Ussel, maire de Naves, homme politique français, député de la Corrèze, né à Tulle ;
- Léon de Jouvenel (1811-1886), homme politique français, député de la Corrèze, né à Affieux ;
- Ferdinand Charles Léon de Lasteyrie du Saillant (1810-1879), homme politique et érudit français, conseiller général de la Corrèze ;
- Gabriel Lébraly (1843-1888), homme politique français, député de la Corrèze et président du tribunal d'Ussel ;
- Paul Masson (1920-2009), homme politique français, ancien sénateur du Loiret, né à Ussel ;
- Frédérique Meunier (1960-), femme politique française, députée de la Corrèze, maire de Malemort-sur-Corrèze ;
- Michel Mielvacque de Lacour(1854-1912), homme politique français, député de la Corrèze, né à Meyssac ;
- Louis Pimont (1905-), résistant, homme politique français, député de la Dordogne, né à Laguenne ;
- Pierre Pouyade (1911-1979), résistant et homme politique français, député de la Corrèze ;
- Pierre Pranchère (1927-), homme politique français, député de la Corrèze et député européen, né à Brive-la-Gaillarde ;
- Hippolyte Rouby (1860-1920), médecin et homme politique français, député de la Corrèze, sénateur, né à Lapleau ;
- Jean Vinatier (1909-1982), homme politique français, député de la Corrèze, né et mort à Seilhac.
- Suzanne Lacore (1875-1975), femme politique française, née au hameau du Glandier à Beyssac.
- Fernand Dupuy (1917-1999), homme politique français, membre du Parti communiste français, maire de Choisy-le-Roi et député de la Seine puis du Val-de-Marne.
- Marcel Rigout, (1928-2014), homme politique français.

### Révolutionnaires
- Denis Dussoubs (1818-1851), révolutionnaire français, né à Saint-Léonard-de-Noblat ;

## Religion

### Saints chrétiens
- Léger d'Autun, évêque franc martyr du VIIe siècle, une urne contenant son crâne supposé étant conservée dans l’église abbatiale de Meymac.

### Papes
- Clément VI (Pierre Roger, 1291-1352), 198e pape français de l'Église catholique, 4e pape d'Avignon, né à Rosiers-d'Égletons ;
- Grégoire XI (Pierre Roger de Beaufort, neveu de Clément VI, 1329 ou 1331-1378) 201e pape et dernier pape français, né à Rosiers-d'Égletons ;
- Innocent VI, né Étienne Aubert (1282-1362), pape français, né à Beyssac ;
- Grégoire VIII, né Maurice Bourdin (mort en 1137), antipape français, né dans les environs d'Uzerche.

### Ecclésiastiques
- Étienne Maleu (1282-1322), chanoine de Saint-Junien et historien ;
- Bertrand de Chanac (?-1401), pseudo-cardinal français, né à Allassac ;
- Bertrand de Cosnac (vers 1310-1374), évêque français, notamment de Tulle, cardinal, juriste, trésorier et légat pontifical, né à Cosnac ;
- Daniel de Cosnac (1628-1708), archevêque français, né à Cosnac ;
- Jean-Pierre Cottanceau (1953-), archevêque français de Papeete, né à Ussel ;
- Jean d’Estresse (1582-1646), évêque français, né à Astaillac ;
- Raynaud de La Porte (vers 1260/1265-1325), évêque français de Limoges, archevêque de Bourges et cardinal-évêque d'Ostie, né à Allassac ;
- Léger de Plas (1549-1635), évêque français, mort à Curemonte ;
- Arthur Mugnier (1853-1944), prêtre catholique français connu pour avoir participé à la vie mondaine et littéraire de Paris, né à Lubersac ;
- Augustin PEYRICAL (1866-1929), prêtre missionnaire au Siam (Thaïlande). Né en 1866 à Forgès (Corrèze) et mort en 1929 à Chanthaburi (Thaïlande). Nommé vicaire apostolique du Laos en 1921, il décline l'honneur et la charge ;
- Jean-Baptiste Poulbrière (1842-1917), religieux et écrivain français, né et mort à Beaulieu-sur-Dordogne ;
- Jean-Yves Riocreux (1946-), évêque catholique français de Pontoise puis de Guadeloupe depuis juin 2012, a fait des études secondaires au lycée forestier de Meymac avant d’entrer au séminaire ;
- Hugues Roger (frère du pape Clément VI) (1293-1363), cardinal-prêtre français, évêque de Tulle, né à Rosiers-d’Égletons ;
- Guillaume Sudre (?-1373), évêque et cardinal français, né à Laguenne.

### Missionnaires
- Pierre Ceyrac connu sous le nom de père Ceyrac (1914-2012), jésuite français missionnaire en Inde du Sud, né à Meyssac ;
- Jules Dubernard (1840-1905), missionnaire français de la Société des missions étrangères de Paris qui œuvra au Tibet, né à Ussel ;
- Pierre Dumoulin-Borie (1808-1838), prêtre français des missions étrangères de Paris, exécuté au Tonkin, né à Beynat ;

### Rabbins
- David Feuerwerker (1912-1980), rabbin de Brive-la-Gaillarde sous l'Occupation.

## Sciences et industrie

### Agronomes
- Charles Philibert de Lasteyrie (1759-1849), agronome, philanthrope et lithographe français, né à Brive-la-Gaillarde.

### Archéologues
- Marius Vazeilles (1881-1973), archéologue, ethnologue, agronome, expert forestier, syndicaliste paysan, et député français qui a donné son nom au musée d'Archéologie et du Patrimoine de Meymac, mort à Meymac.

### Architectes
- Thierry Despont (1948-), architecte français, né à Limoges ;

### Aviateurs
- Lucien Bossoutrot (1890-1958), pionnier de l'aviation commerciale et homme politique français, né à Tulle ;

- Maryse Bastié (1898-1952), aviatrice française et gloire du sport, née à Limoges ;

### Chefs d'entreprises
- François Ceyrac (1912-2010), chef d'entreprise français, administrateur de sociétés, syndicaliste, président du CNPF, né et mort à Meyssac ;

- Bertrand Eveno (1944-), dirigeant d'entreprise et haut fonctionnaire français, né à Égletons ;

- Jean-Pierre Moueix (1913-2003), négociant français en vin à Bordeaux, propriétaire notamment du vin La Fleur Petrus, et collectionneur d'art moderne, né à Liginiac ;

- Henri Stouff (1944-), chef d'entreprises français lié aux sociétés d’autoroute, né à Malemort-sur-Corrèze.

### Chimistes
- Joseph Louis Gay-Lussac (1778-1850), chimiste, physicien et homme politique français, député de Limoges, né à Saint-Léonard-de-Noblat ;

- Edmond Vignard (1885-1969), ingénieur chimiste, archéologue, préhistorien et égyptologue français, inventeur du Sébilien, né à Égletons.

### Industriels
- Émile Durin (1896-1981), industriel français, cogérant de Michelin, a vécu et est enterré à Ussel dont était originaire son épouse Alice Berthe Esther Boutaric ;

### Ingénieurs
- Eugène Freyssinet (1879-1962), ingénieur français et inventeur du béton précontraint, né à Objat.

### Mathématiciens
- Cédric Villani (1973-), mathématicien et homme politique français, né à Brive-la-Gaillarde ;

### Modélistes
- Marine Serre (1991-), styliste française, née à Brive-la-Gaillarde ;

### Physiciens
- Asher Peres (en) (1934-2005), physicien israélien d’origine polonaise, pionnier de l'informatique quantique, né à Beaulieu-sur-Dordogne ;
- Jean Teillac (1920-1994) à Paris, physicien nucléaire français, né à Marcillac-la-Croisille.

### Scientifiques
- Pierre-André Latreille (1762-1833), entomologiste, biologiste et zoologiste français, né à Brive-la-Gaillarde ;

### Zoologistes
- Eugène Gayot (1809-1981), zootechnicien français, historien du cheval directeur du Haras national de Pompadour ;
- Jeanne Villepreux-Power (1794-1871), biologiste et zoologiste française, née et morte à Juillac.

## Sport

### Athlètes
- Nicole Duclos (1947-), athlète française, championne d'Europe, joueuse du CA Brive.
- Joseph Guillemot, Champion Olympique à Anvers en 1929

### Basketteurs
- Frédéric Forte (1970-2017), joueur et entraîneur français de basket-ball à Limoges, mort à Limoges ;
- Colette Passemard (1946-), basketteuse française, née à Ussel.
- Stéphane Ostrowski

### Céistes
- Lucie Prioux (1997-), céiste, née en Corrèze, licenciée au club de canoë-kayak d’Uzerche.

### Cyclistes
- Raymond Poulidor (1936-2019)
- André Raynaud, champion du monde de demi-fond
- Octave Dayen, champion du monde sur route amateur en 1926
- Daniel Samy
- David Menut
- Valentin Retailleau
- Anaïs Morichon
- André Dufraisse
- Jean Baldassari (1925-2018), coureur cycliste français d'origine italienne, mort à Liginiac ;
- Alain De Carvalho (1953-), coureur cycliste français, né à Ussel ;
- Luc Leblanc (1966), coureur cycliste français, né à Limoges.

### Footballeurs
- Daniel Dutuel (1967-), footballeur français, né à Bort-les-Orgues ;
- Loïc Guillon (1982), footballeur français, né à Limoges ;
- Sébastien Puygrenier (1982), footballeur français, né à Limoges.
- Laurent Koscielny (1985), footballeur international français né à Tulle.

### Joueurs de rugby
- Noël Baudry (1914-2000), joueur français de rugby à XV, a joué au club de rugby du lycée d’Ussel et à l’US Ussel, né à Saint-Exupéry-les-Roches ;
- Aurélien Béco (1986-), joueur français de rugby à XV, né à Brive et originaire d'Allassac ;
- Gaston Berteloite (1962-), joueur de rugby à XIII, propriétaire d'une cave à vin à Objat ;
- Pierre Bessot (1935-), joueur de rugby à XV, né à Objat ;
- Sébastien Bonnet (1974-), joueur français de rugby à XV, né à Ussel ;
- Pierre Chadebech (1959-), joueur français de rugby à XV, né à Ussel ;
- Thomas Combezou (1987-), joueur français de rugby ayant fait ses études au lycée Bernart de Ventadour à Ussel, né à Tulle ;
- Emma Coudert (1999-), joueuse française de rugby, membre de l'équipe de France, née à Ussel ;
- Fabrice Culinat (1978-), joueur français de rugby, né à Ussel ;
- Frédéric Desnoyer (1955-), joueur de rugby à XV, né à Objat.
- Fabien Domingo (1976-), joueur français de rugby à XV, né à Tulle ;
- Thomas Domingo (1985-), joueur français de rugby à XV, frère de Fabien Domingo, né à Tulle ;
- Damien Chouly (1985), joueur international français de rugby né à Limoges ;
- Jacques Genois (1950-), joueur français de rugby, né à Donzenac ;
- Cédric Heymans (1978-), joueur de rugby à XV français, a débuté au Rugby Club du Pays de Meyssac, né à Brive-la-Gaillarde ;
- Auguste Jarasse (1915-), joueur français de rugby, né à Ussel ;
- François Lombard (1906-1996), joueur français de rugby à XV et entraîneur du CA Larche, installé à Larche de 1963 à 1975, mort à Brive ;
- Maxime Petitjean, (1984-), joueur français de rugby à XV, né à Tulle ;
- Dany Priso (1994-), joueur franco-camerounais de rugby, a grandi à Ussel ;
- Jacques Puigrenier (1934-2021), joueur français de rugby à XV, né à Saint-Junien ;
- Pierre Villepreux (1943-), joueur français de rugby né à Arnac-Pompadour ;
- Michel Yachvili, (1946-), joueur de rugby, membre du XV de France né à Tulle ;
- Dimitri Yachvili, (1980-), joueur français de rugby à XV né à Brive.

### Pilotes de course
- Max Mamers (1943-), pilote automobile français, né à Objat.